# Colletotrichum lupini
Colletotrichum lupini är en svampart. Colletotrichum lupini ingår i släktet Colletotrichum och familjen Glomerellaceae.

## Underarter
Arten delas in i följande underarter:
- setosum
- lupini